# Andrena rava
Andrena rava är en biart som beskrevs av Laberge 1967. Andrena rava ingår i släktet sandbin, och familjen grävbin. Inga underarter finns listade i Catalogue of Life.